# 伊特河 (迪默爾河支流)
51°22′1″N 8°41′16.3″E / 51.36694°N 8.687861°E

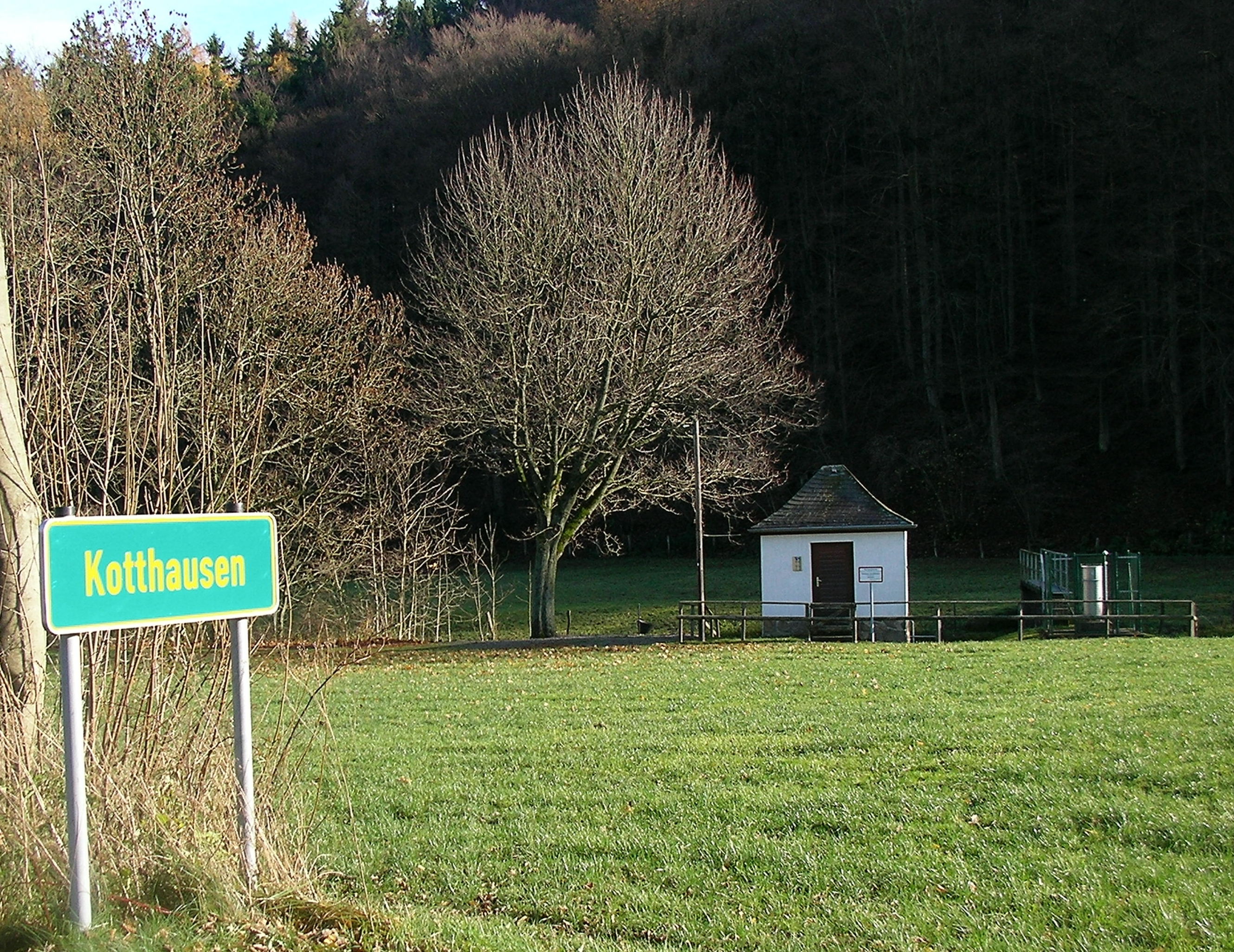

伊特河（德語：Itter），是德國的河流，位於該國西部，流經北萊茵-威斯特法倫州和黑森州，屬於迪默爾河的左支流，河道全長19.3公里，流域面積52.1平方公里。